# The Irish Times
The Irish Times ist eine irische überregionale Tageszeitung, gegründet am 29. März 1859 in Dublin. Der Herausgeber ist Paul O’Neill, der am 5. April 2017 die Nachfolge von Kevin O’Sullivan antrat. The Irish Times wird täglich außer sonntags veröffentlicht.

## Ausrichtung in der (inter-)nationalen Zeitungslandschaft
Die Irish Times gilt als „das einzige echte Qualitätsblatt Irlands“ und ist die irische Zeitung mit der größten Anzahl an Auslandskorrespondenten, unter anderem in Washington, Moskau, Peking, London, Mittel- und Südamerika, Afrika und weiteren Weltregionen.
Sie steht in scharfer Konkurrenz zu der ebenfalls in Dublin herausgegebenen Tageszeitung Irish Independent, die mittlerweile eine höhere Auflagenstärke erreicht. Während der Irish Independent als wirtschaftsliberales Presseorgan sowie relativ populistisch-nationalistisch (irische Wiedervereinigungsfrage) gilt, kennzeichnet die Irish Times ihre Orientierung an linksliberalen Sozialstaats-Ideen. Sie bezieht eine eher neutrale Position zur Nordirlandfrage und unterstützte beispielsweise die (für Irland seinerzeit sensationelle) Präsidentschaftskandidatur Mary Robinsons, die gesetzliche Freigabe der Schwangerschaftsverhütung, die Ehescheidung und gemäßigte Abtreibungsgesetze gegen den erbitterten Widerstand der früher sehr einflussreichen katholischen Kirchenvertreter.
Populär beim zahlenden Publikum sind die handfesten Kolumnen, die Cartoons, die besonders kniffligen Kreuzworträtsel und die journalistische Qualität der Autorenbeiträge der Irish Times.

## Geschichte
Die Irish Times wurde 1859 als Sprachrohr der irischen Unionisten gegründet, die damals wünschten, dass Irland volles Mitglied des Vereinigten Königreichs sein und bleiben sollte. Als sich Irland zu Beginn des 20. Jahrhunderts von Großbritannien und 1949 sogar vom Commonwealth lossagte, änderte die Tageszeitung ihre Linie entsprechend den neuen Gegebenheiten.
Nach dem Tod des Gründers Major Lawrence Knox im Jahr 1873 wurde das Hauptstadtblatt von der Kaufmannsfamilie Arnott übernommen, die bis in die 1960er Jahre die Mehrheitsanteile und damit die Kontrolle behielt. Selbst danach noch blieb der Urenkel des Erstkäufers Arnott der Londoner Herausgeber der Zeitung.
Die Irish Times der Zwischenkriegszeit sah sich als Sprachrohr der verbliebenen Anglo-Iren, in der Regel wohlhabende Grundbesitzer (Ascendency). Sie war praktisch die einzige der fünf irischen Tageszeitungen, die regelmäßig umfassend aus dem Ausland berichtete.

### Zensur 1939–1945
Bereits im konservativen Irischen Freistaat bestand von 1922 bis 1938 eine Zensur. Nach der schnellen Verabschiedung des Ermächtigungsgesetzes (Emergency Powers Act) vom 3. September 1939 und den Durchführungsbestimmungen wurde die Pressefreiheit erneut aufgehoben. Der kriegsbedingte „Notstand“ dauerte bis 1995 an, seit 1976 jedoch auf veränderter Rechtsgrundlage. Untersagt waren nicht nur Meldungen, die den gegnerischen Mächten im Zweiten Weltkrieg hätten nützlich sein können, wie etwa Wetterberichte, sondern auch jegliche Aussage, die eine Bewertung der Kriegführenden hätte darstellen können. Der anglophile Herausgeber R. M. Smyllie war ein entschiedener Gegner jeglicher Zensur und versuchte, sie zu umgehen. So wurden Schussverletzungen von irischen Soldaten, die in der britischen Armee dienten (worüber generell nicht berichtet werden durfte), als „Bleivergiftung“ umschrieben. Ein mit der Prince of Wales Versenkter überlebte seinen „Wassersportunfall“. Der humorlose controller of censorship Thomas J. Coyne und Smyllie lieferten sich über die gesamte Zeit schärfste Wortgefechte.

### Gegenwart
Im Jahr 1974 wurde mit der Stiftung Irish Times Trust eine rechtliche Konstruktion gefunden, die die verlegerische Unabhängigkeit und eigenständige Linie der Zeitung gegen wirtschaftliche Begehrlichkeiten garantieren soll. Kritiker machten diesen Irish Times Trust für die bislang schwerste Existenzkrise der Zeitung 2002 verantwortlich. Vorhandene Finanzreserven wurden in den Bau einer neuen Druckerei investiert, was zu erheblichen Engpässen im laufenden Betrieb führte. Nach einer Vielzahl von internen Umstrukturierungen und Einsparungen, darunter der Streichung von Journalistenstellen und Lokalteilen, gelang es, nach Verlusten von drei Millionen Euro 2002, im darauffolgenden Jahr wieder Gewinn erwirtschaftet.
Im Januar 2005 kündigte die Zeitung an, von der im südlichen Stadtzentrum Dublins gelegenen D’Olier Street, in die Tara Street, hundert Meter entfernt, umzuziehen. Im Mai 2005 brachte die Zeitung eine neue internationale Ausgabe heraus, die in London und Südwestengland erhältlich ist. Zuvor war die aktuelle Ausgabe per Linienflugzeuge in die großen britischen Städte gebracht worden, so dass sie zur mittäglichen Lunchtime üblicherweise verfügbar war. Die neue Ausgabe wird in der Newsfax-Fabrik in Hackney gedruckt, sie nutzt das Vertriebsnetz der Financial Times mit.
2015 trat der Irish Times Trust als Mitgliedsorganisation dem Europäischen Presse Preis (European Press Prize) bei.

## Bekannte Kolumnisten
Zu den prominentesten Kolumnisten zählten der frühere Sunday-Tribune-Herausgeber Vincent Browne, der linke Schriftsteller und Kunstkritiker Fintan O’Toole und der ehemalige irische Premierminister Garret FitzGerald. International bekannte Persönlichkeiten wie Harold Pinter, Bill Clinton haben in Editorials ihre Sicht der aktuellen Ereignisse dargelegt. Tradition als fester Bestandteil der Tageszeitung sind die Kolumnen
- Drapier, die ohne Namensunterzeichnung wöchentlich einmal den Hintergrundkommentar Insider zu den politischen Geschehnissen bietet.
- An Irishman’s Diary, früher regelmäßig vom politisch rechten Kommentator Kevin Myers (jetzt beim Irish Independent)
- Ritus und Vernunft, die wöchentliche religiöse Kolumne, der Beitrag von Patsy McGarry, dem Redakteur für religiöse Angelegenheiten
- Locker Room (Umkleidekabine) titelt die Glosse des Sportteils, geschrieben von Tom Humphries, von der aufgrund ihrer Popularität gelegentlich sogar Buchveröffentlichungen herausgebracht wurden
- Cruiskeen Lawn war die bissige und satirische Kolumne von Myles na Gopaleen, der unter seinem anderen Künstlernamen Flann O’Brien international ungleich bekannter ist – Cruiskeen Lawn ist die anglisierte Version des irischen Ausdrucks cruiscín lán, was so viel heißt wie „der volle Krug“. Cruiskeen Lawn erschien erstmals in den 1940er Jahren und erschien 20 Jahre lang.